# Oliganthes
Oliganthes là một chi thực vật có hoa trong họ Cúc (Asteraceae).

## Loài
Chi Oliganthes gồm các loài: